# Levente Bozsik
Levente Bozsik (* 21. Februar 1980 in Budapest) ist ein ungarischer Fußballspieler und -trainer.

## Vereinskarriere
Levente Bozsik ist der Neffe des ehemaligen DDR-Liga-Spielers Karsten Lüders (* 1957). Bozsik war zu Beginn seiner Karriere beim ungarischen Erstligisten Budapesti VSC aktiv. Dort spielte er bereits in der Jugend. Von Lüders wurde er 1999 nach Deutschland geholt und erhielt einen Vertrag beim Drittligisten 1. FC Union Berlin, wo er sich jedoch nie durchsetzen konnte. Sein einziges Tor aus 19 Spielen schoss er am letzten Spieltag der Regionalliga Nord 2000/01 beim 4:0-Sieg über den KFC Uerdingen 05. Es folgte ein ablösefreier Wechsel zum Absteiger SC Fortuna Köln, doch auch dort war der junge ungarische Stürmer erfolglos. Nach nur einem halben Jahr wechselte er deshalb zum Viertligisten FC Carl Zeiss Jena, wo er noch bis zum Saisonende spielte. Aufgrund einer Knie- und einer Hüftverletzung musste der Ungar nach je einem weiteren Jahr beim finnischen Verein FC KooTeePee und in Zypern bei Anagennisi Deryneia bereits im Alter von 24 Jahren seine Karriere beenden.
Von 2008 bis 2018 war er als Spieler, Spielertrainer und Co-Trainer für verschiedene Amateurvereine im Großraum Nürnberg tätig.

## Trainerkarriere
Im Juni 2018 übernahm er die Trainerposition beim FC Dormitz in der Kreisklasse Erlangen-Pegnitzgrund.